# Saint-Dalmas-le-Selvage
Saint-Dalmas-le-Selvage é uma comuna francesa na região administrativa da Provença-Alpes-Costa Azul, no departamento Alpes Marítimos. Estende-se por uma área de 81,03 km², com 123 habitantes, segundo os censos de 1999, com uma densidade de 1 hab/km².